# Бородкін Валентин Сергійович
Валенти́н Сергі́йович Боро́дкін (народився 8 жовтня 1990) — сержант Збройних сил України.
На виборах до Київської обласної ради 2015 року балотувався від партії «Нові обличчя». На час виборів проживав у Білій Церкві та тимчасово не працював.

## Нагороди
14 листопада 2014 року за особисту мужність і героїзм, виявлені у захисті державного суверенітету та територіальної цілісності України, вірність військовій присязі під час російсько-української війни, відзначений — нагороджений орденом «За мужність» III ступеня.